# Пятна Лярше
Пятна Лярше — абсолютный признак смерти, образующийся в процессе высыхания роговицы при открытых глазах трупа.
Это треугольные, несколько сморщенные участки, серовато-желтоватого цвета, на фоне прозрачной блестящей роговицы. Основание треугольника обращено к радужке, вершина — к углам глаз. Особенно хорошо пятна Лярше видны при раздвигании век. Пятна Лярше формируются через 5—6 часов после смерти.